# Lijst van oorlogsmonumenten in Beesel
De Nederlandse gemeente Beesel heeft 1 oorlogsmonument. Hieronder een overzicht.
| Nr. | Object         | Herdachte groep      | Ontwerper                                                                    | Onthulling | Type      | Locatie                         | Plaats | Coördinaten                 | Foto           |
| --- | -------------- | -------------------- | ---------------------------------------------------------------------------- | ---------- | --------- | ------------------------------- | ------ | --------------------------- | -------------- |
| 27  | Joods monument | vervolgden Nederland | Theo Pinkowitz (ontwerp), Sjra Vintcent (ontwerp), Firma Metaco (uitvoering) | 5 mei 1990 | plaquette | Pastoor Vranckenlaan 6, 5953 CP | Reuver | 51° 17' 5" NB, 6° 4' 44" OL | Joods monument |

Beek ·
Beekdaelen ·
Beesel ·
Bergen ·
Brunssum ·
Echt-Susteren ·
Eijsden-Margraten ·
Gennep ·
Gulpen-Wittem ·
Heerlen ·
Horst aan de Maas ·
Kerkrade ·
Landgraaf ·
Leudal ·
Maasgouw ·
Maastricht ·
Meerssen ·
Mook en Middelaar ·
Nederweert ·
Peel en Maas ·
Roerdalen ·
Roermond ·
Simpelveld ·
Sittard-Geleen ·
Stein ·
Vaals ·
Valkenburg aan de Geul ·
Venlo ·
Venray ·
Voerendaal ·
Weert